# Програм Уједињених нација за насеља
Програм Уједињених нација за насеља - УН Хабитат (енгл. United Nations Human Settlements Programme, UN HABITAT) је програм Уједињених нација који се бави проблемима развоја насеља. Основан је 1977. године под називом Центар Уједињених нација за насеља да би од 2002. постао пуноправан програм Уједињених нација са скраћеним називом УН Хабитат са седиштем у Најробију.

## Историјат
Генерална скупштина Уједињених нација је 1975. године основала прво тело УН посвећено урбанизацији Фондацију Уједињених нација за становање и насеља (United Nations Habitat and Human Settlements Foundation - UNHHSF) под окриљем Програма УН за животну средину (UNEP). У то време тема урбанизације је била важна, али не колико данас, с обзиром да је две трећине становништва у свету и даље живело у руралним подручјима.
Након прве међународне конференције о насељима – Хабитат I – одржане 1976. године у Ванкуверу у Канади, 19. децембра 1977. године формирано је међувладино тело - Комисија УН за насеља и извршни секретаријат комисије – Центар УН за насеља, као претеча УН Хабитата. UNHHSF је такође био под окриљем Центра УН за насеља. Седиште Центра УН за насеља било је од 1984. године у Најробију, у Кенији.
Центар УН за насеља је био организатор друге међународне конференције о насељима – Хабитат II одржане 1996. године у Истанбулу у Турској. Конференција Хабитат II је била прилика да се процени какав је напредак постигнут у току две деценије од прве конференције о насељима у Ванкуверу 1976. године. Политички документ који је усвојила 171 земља учесница конференције је познат под именом Хабитат агенда и садржи преко 100 мера и 600 препорука за развој насеља, а претходио је усвајању циљеве развоја за нови миленијум 2000. године. Од 2002. године Центар УН за насеља постаје пуноправни програм Уједињених нација под именом УН Хабитат.
У октобру 2016. године је одржана трећа светска конференција Хабитат III о становању и урбаном развоју у Киту са циљем праћења остваривања 11. циља одрживог развоја. Политички документ који је проистекао са треће конференције УН о насељима, има 175 ставки за усмеравање политика урбаног развоја и становања у периоду од следећих 20 година до одржавања конференције Хабитат IV, зове се Нова урбана агенда.

## Мандат
Мандат УН Хабитата је учвршћен 1. јануара 2002. године, након чега је уследио рад на кључним препорукама Миленијумске декларације, која је представљала развојни план рада Уједињених нација до 2015. године. Захваљујући овој ревитализацији УН Хабитат је директно доспео у главни ток развојног плана рада Уједињених нација за смањење сиромаштва уз релевантнији и усредсређенији скуп програма и приоритета. Управо кроз овај план рада УН Хабитат је дао допринос укупном циљу система Уједињених нација да смањи сиромаштво и промовише одрживи урбани развој.
С обзиром да је 2007. године проценат урбаног становништва у свету прешао праг од 50% проблеми уређења и планирања насеља и целокпуног простора су додатно добили на значају, као и мандат Програма УН за насеља - УН Хабитата. Две главне активности УН Хабитата биле су имплементација Хабитат агенде са конференције Хабитат II и учешће у остваривању Миленијумских циљева развоја. Након усвајања Циљева одрживог развоја 2015. године и Конференције Хабитат III 2016. године на којој је усвајена Нова урбана агенда, то постају нове активности за имплементацију.

### Скупштина УН Хабитата
Скупштина УН Хабитата (UN-Habitat Assembly) заменила је Управни савет УН Хабитата (Governing Council of UN Habitat) као међувладино тело за доношење одлука које поставља организационе и финансијске смернице УН Хабитата. Седнице Скупштине УН Хабитата се одржавају у Најробију сваке четврте године, док су се седнице Управног савета одржавале сваке друге године, такође у Најробију закључно са 26. седницом Управног савета 2017. године. Прва седница Скупштине УН Хабитата одржана је 2019. године.

### Светски урбани форум
Светски урбани форум (World Urban Forum - WUF) је међународна конференција посвећена темама урбаног развоја коју организује УН Хабитат. Први урбани форум организован је 2002. године и од тада се одржава сваке друге године.

### Светска урбана кампања
Светска урбана кампања (World Urban Campaign - WUC) је платформа за размену и дељење идеја, спровођење иницијатива, активности и политика са циљем одрживе урбанизације. Координатор ове кампање је УН Хабитат. Она представља глобалну коалицију јавних, приватних и невладиних партнера који се залажу за спровођење урбане агенде.

### Светски Хабитат дан
Уједињене нације су 1985. године одредиле да први понедељак у октобру сваке године буде Светски Хабитат дан (World Habitat Day). Овај дан је прилика да се организују активности на локалном нивоу са циљем промоције тема урбаног развоја и становања и подизања свести становништва о значају ових тема.

### Светски дан градова
Уједињене нације су 2013. године одредиле да 31. октобар сваке године буде Светски дан градова (World Cities Day). Почевши од 2014. године један град је домаћин Светског дана градова са фокусом на тему одређену за ту годину, док је општа тема овог дана Бољи градови, бољи живот.